# Ikarus 211
Der Ikarus 211 war ein Omnibus des ungarischen Busherstellers Ikarus, der aus einem Gemeinschaftsprojekt mit dem Industrieverband Fahrzeugbau hervorging und technisch auf dem IFA W50 basiert.

## Allgemeines
Der Bus hat ungefähr die Größe heutiger Midibusse, diese Kategorie war jedoch zur Zeit seiner Entstehung noch nicht gebräuchlich. Er wurde 1974 präsentiert und ab 1976 produziert. Mit dem Ende der DDR musste die Produktion eingestellt werden.
Die Entwicklung des Busses wurde seinerzeit unter anderem damit begründet, dass im Zuge der Industrialisierung der Landwirtschaft die Werktätigen größere Distanzen als bisher zurückgelegen müssen, um von der Wohnung zur Arbeitsstelle zu gelangen. Hier und in anderen Bereichen wie der Bauwirtschaft sollte daher mit einem Transportmittel der Größe des Ikarus 211 eine zusätzliche Transportkapazität im Nahverkehr geschaffen werden.
Neben seiner Eigenschaft als einer der ersten Midibusse überhaupt war eine weitere Besonderheit, dass er sich aus 53 Baugruppen des DDR-Lkw W 50 und der angepassten Karosserie des Ikarus 280 zusammensetzte. Die Anzahl Ikarus-211-spezifischer Teile war verhältnismäßig klein.
Der Import in die DDR begann 1976. Im Jahr 1989 waren in der DDR noch 945 Ikarus 211 im Einsatz.

## Technik
Der im Bus verbaute wassergekühlte Vierzylinder-Dieselmotor vom Typ IFA 4 VD 14,5/12-1 mit einem Hubraum von 6,56 l wurde im VEB Motorenwerk Nordhausen hergestellt. Motor und Getriebe wurden vom IFA W50 übernommen, mussten jedoch für den Einsatzzweck geringfügig modifiziert werden. Die geräuschgünstige Anordnung im Heck brachte es mit sich, dass das manuell zu schaltende, teilsynchronisierte Fünfganggetriebe an den 92 kW (125 PS) leistenden Motor angeflanscht werden musste, was eine Anpassung der Kupplung und anderer Teile nach sich zog. Zudem waren Anpassungen des Öl- und Kühlmittelkreislaufs, sowie an der Anordnung von Anbauteilen wie Anlasser und Lichtmaschine nötig, um eine gute Zugänglichkeit bei Wartung und Instandhaltung auch im Ikarus 211 zu gewährleisten. Über eine Kardanwelle trieb der Motor die Hinterachse des Fahrzeugs an. Mit dieser Antriebseinheit erreichte der Bus eine Höchstgeschwindigkeit von 90 km/h. Die Beschleunigungszeit von 0 auf 60 km/h betrug bei Leerfahrt 20,1 s und bei voller Belastung 27,6 s. Der Kraftstoffverbrauch lag im gemischten Einsatz bei 20–25 l/100 km und somit wesentlich niedriger als beim Ikarus 260.
Das Fahrwerk mit Starrachsen entsprach im Wesentlichen dem des IFA W 50. Zur Vergrößerung der Fahrstabilität wurde die Spur an der Vorderachse verbreitert und ein zusätzlicher Querstabilisator eingebaut. Ein erheblicher Unterschied zum Ikarus-260 war die Federung analog zum W50-Fahrwerk mit Blattfedern (Dämpfung mit Teleskopstoßdämpfern). Anfangs war geplant, als Ikarus 212 auch eine Variante mit Luftfederung herauszubringen. Bei einer Fahrzeugmasse von 7,0 Tonnen betrug die zulässige Gesamtmasse 10,2 Tonnen. Die hydraulisch-pneumatische Bremse wirkte auf alle Räder und wurde durch eine Federspeicherfeststellbremse und eine Motorbremse ergänzt. Der Bus besaß eine automatisch-lastabhängige Bremse an der Hinterachse. Die hydraulische Servolenkung entstammte ebenfalls dem W 50.
Der Aufbau lehnt sich gestalterisch eng an die anderen Busse der 200er-Serie von Ikarus an. Besonders Front und Heck ähneln den größeren Bussen stark. Der Bus bot als Regionalbus 36 Sitz- und 6 Stehplätze. Als Türen kamen nach außen aufschlagende Türen zum Einsatz. Die vordere Tür war im vorderen Überhang positioniert. Während der Produktionszeit wurden verschiedene Aufbauvarianten mit unterschiedlicher Sitzplatzanzahl und einer oder zwei Fahrgasttüren hergestellt.